# Moviment per als drets civils a Irlanda del Nord

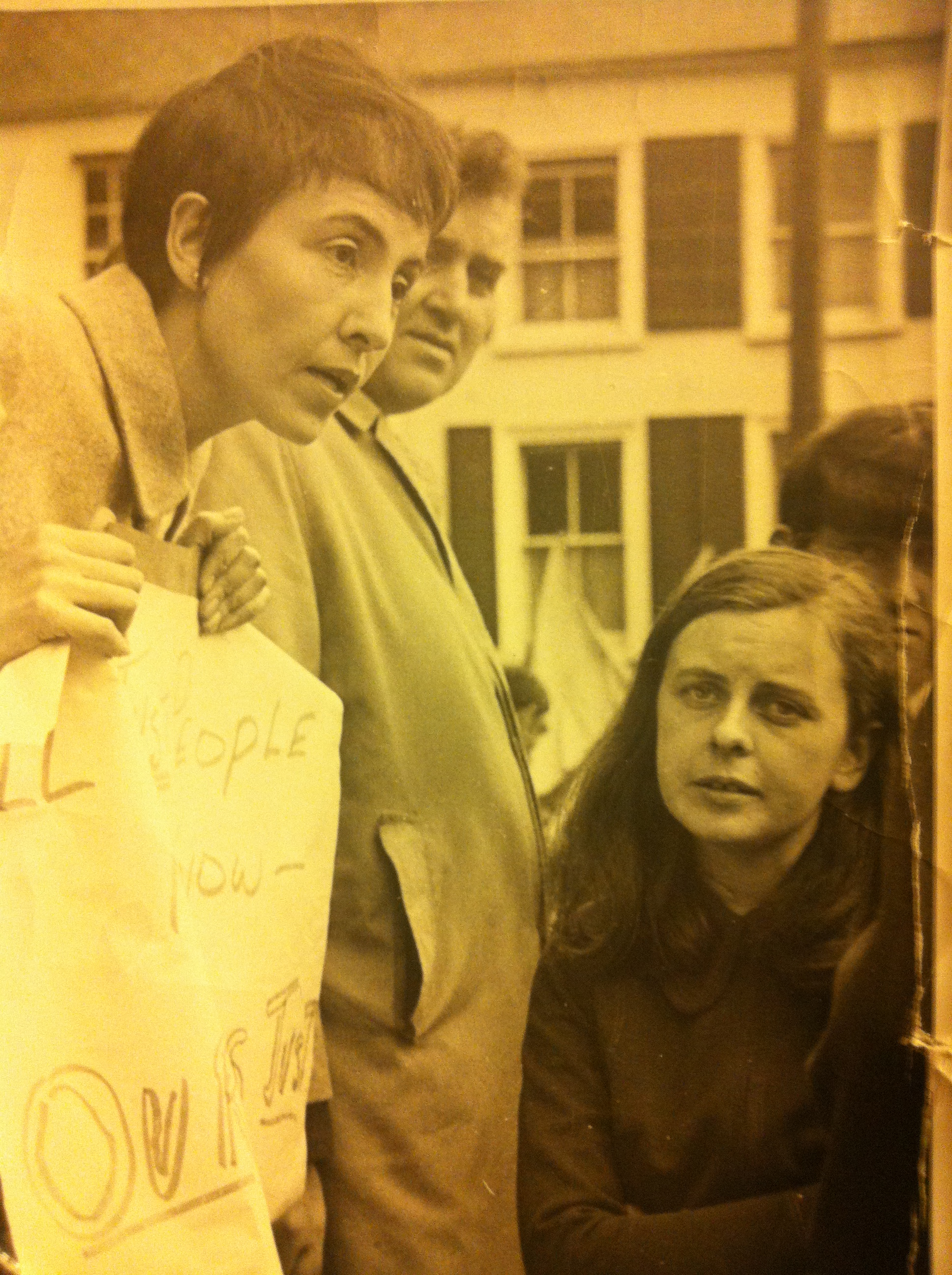
Protesta pels drets civils celebrada a Omagh al palau de justícia, milers de persones hi van atendre per escoltar oradores com Bernadette McAlliskey (nascuda Devlin) i Rita Hynes, en una crida pels drets civils per a la població catòlica/nacionalista

El moviment per als drets civils a Irlanda del Nord va néixer a la dècada de 1960 per denunciar la segregació dels catòlics a Irlanda del Nord. Les protestes populars van cristal·litzar en la creació de la Northern Ireland Civil Rights Association (NICRA). Un dels nuclis del moviment va ser Derry, on es va denunciar la manca d'habitatge digne i la marxa de 1968 va ser reprimida per la policia. Aquest fet donaria encendria els ànims catòlics, un ambient que posteriorment donaria lloc a la batalla del Bogside. També va ajudar a fer arrelar el moviment a Belfast, on es van convocar diverses manifestacions per denunciar el tracta de la policia i reclamar el dret a vot igualitari, així com millores de les condicions socials. La pressió dels seus integrants va aconseguir canvis en la representació política sota el mandat de James Chichester-Clark. Tanmateix, el govern britànic va autoritzar la creació de la Ulster Special Constabulary, una unitat de protestants voluntaris que en la dècada següent es va caracteritzar per la duresa en els enfrontaments amb els catòlics.